# Exotela gilvipes
Exotela gilvipes är en stekelart som först beskrevs av Alexander Henry Haliday 1839.  Exotela gilvipes ingår i släktet Exotela och familjen bracksteklar. Arten är reproducerande i Sverige. Inga underarter finns listade i Catalogue of Life.